# Фазикау (Знаурский район)
Фазикау (осет. Фæзыхъæу), ранее Велит или Велеб (осет. Велит, груз. ველეები — Велеби, Велееби) — село в Закавказье. Согласно юрисдикции Южной Осетии, фактически контролирующей село, расположено в Знаурском районе, согласно юрисдикции Грузии — в Карельском муниципалитете.

## География
Расположено на юге Знаурского района к юго-востоку от села Аунеу вблизи с границей с собственно Грузией.

## Население
Село населено этническими осетинами. По переписи населения 1989 года в селе жило 185 человек, из которых осетины составили 100 %.

## Топографические карты
- Лист карты K-38-64 Цхинвали. Масштаб: 1 : 100 000. Состояние местности на 1987 год. Издание 1989 г.